# Nick Pitera
Nick Pitera, właściwie Nicholas Joseph Pitera (ur. 7 marca 1986 w Woodbury) – amerykański autor piosenek i wokalista popowy, baryton śpiewający również kobiecym falsetem.

## Życiorys
Popularność zdobył w 2007 roku dzięki zamieszczeniu na serwisie YouTube własnej wersji utworu "A Whole New World" z filmu Aladyn, w którym śpiewał męską i żeńską partię wokalną.
30 stycznia 2012 na serwisie YouTube udostępnił własną składankę utworów z musicalu Upiór w operze.
Swój pierwszy singiel "Better Days" umieścił w Internecie 4 grudnia 2012. 3 marca 2015 ukazał się jego pierwszy oryginalny album EP, "Stairwells", składający się z pięciu oryginalnych piosenek artysty. W tym samym roku użyczył głosu w filmie W głowie się nie mieści, jako mężczyzna śpiewający w dżinglu "TripleDent Gum" oraz wymyślony chłopak głównej bohaterki. 

## Życie prywatne
Pitera urodził się w Woodbury w stanie Minnesota, jako pierwszy syn Rudy'ego Paula i Jill Patricii Pitery (z domu Steinworth). Jego ojciec jako mały chłopiec emigrował z Włoch. Nick ma dwóch braci, Dominica i Rudy'ego.
Rodzina Piterów w latach 1990–1994 mieszkała w Waterloo w Belgii, następnie wrócili do USA, do Sarasoty na Florydzie. Nick aktualnie mieszka w San Francisco w Kalifornii i jest animatorem w Pixar Animation Studios w Emeryville.